# Tendzin Pema Gyeltshen
| Tibetische Bezeichnung                                   |
| -------------------------------------------------------- |
| Wylie-Transliteration: bstan 'dzin pad ma'i rgyal mtshan |

Tendzin Pema Gyeltshen  (tib. bstan 'dzin pad ma'i rgyal mtshan; geb. 1770; gest. 1826) war ein bedeutender Geistlicher der Drigung-Schule des tibetischen Buddhismus. Er war von 1788 bis 1810 der 29. Drigung-Kagyü-Linienhalter und Abt des Drigung-Klosters (Drigung Thil). Er war der 4. Chetsang Rinpoche.

## Bedeutung als Autor
Er ist Verfasser einer Chronik der Linienhalter "Drigung Dänrab Serthreng" (Goldene Girlande der Drigung-Linie) (1800–1803), einer Geschichte der Drigungpa und ihrer Äbte.